# Aulagromyza hendeliana
Aulagromyza hendeliana is een vliegensoort uit de familie van de mineervliegen (Agromyzidae). De wetenschappelijke naam is gepubliceerd in 1926 door Hering.

## Mijn
Het gaat om een bovenzijdige gangmijn die weinig breder wordt en meestal niet vertakt. Uitwerpselen liggen in twee rijen van korreltjes of korte draadjes. De gang loopt vaak over een groot deel losjes langs de bladrand. De larve verlaat de mijn om te verpoppen.  De voedingsprikjes zijn (altijd?) onderzijdig.
De mijn komt voor op de volgende waardplanten:
- Lonicera alpigena
- Lonicera caerulea (Honingbes)
- Lonicera caprifolium (Tuinkamperfoelie)
- Lonicera nigra
- Lonicera periclymenum (Wilde kamperfoelie)
- Lonicera rupicola
- Lonicera tatarica
- Lonicera xylosteum (Rode kamperfoelie)
- Symphoricarpos albus (Sneeuwbes)